# Nate Tibbetts
Nate Tibbetts (Sioux Falls, 15 maggio 1977) è un allenatore di pallacanestro statunitense.

## Carriera
Ha guidato gli Stati Uniti ai Giochi panamericani di Guadalajara 2011.